# Jonathan Bottinelli
Jonathan Bottinelli (ur. 14 września 1984 w Buenos Aires) – argentyński piłkarz występujący na pozycji środkowego obrońcy. Obecnie gra w meksykańskim Club León.

## Kariera klubowa
Jonathan Bottinelli zawodową karierę rozpoczął w 2002 w klubie San Lorenzo de Almagro. W debiutanckim sezonie rozegrał dla niego siedem ligowych spotkań, natomiast w kolejnych rozgrywkach wystąpił w pięciu meczach argentyńskiej pierwszej ligi. Dopiero w sezonie 2004/2005 Bottinelli zaczął grywać częściej i łącznie brał udział w piętnastu pojedynkach Primera División. Miejsce w podstawowej jedenastce San Lorenzo wywalczył sobie jednak w kolejnych rozgrywkach, kiedy to rozegrał 35 ligowych meczów. Największym sukcesem jaki Argentyńczyk odniósł ze swoim zespołem było zajęcie pierwszego miejsca w końcowej tabeli Clausura 2006/2007.
Dla San Lorenzo Bottinelli zaliczył łącznie 124 występy w rozgrywkach ligowych. W 2007 był łączony z przenosinami do Realu Betis oraz ich lokalnego rywala – Sevilli, jednak do żadnego z tych transferów nie doszło. W styczniu 2008 argentyński obrońca wspólnie ze swoim klubowym kolegom – Nicolásem Bianchim Arce przebywał na testach w Leeds United, jednak obaj zawodnicy ostatecznie pozostali w Buenos Aires. 12 sierpnia 2008 Bottinelli podpisał kontrakt z włoską Sampdorią. W Serie A zadebiutował 14 września w przegranym 0:2 wyjazdowym spotkaniu przeciwko S.S. Lazio.
15 stycznia 2009 Bottinelli na zasadzie wypożyczenia powrócił do San Lorenzo. 10 sierpnia działacze tego klubu wykupili swojego wychowanka z Sampdorii na stałe.

## Kariera reprezentacyjna
W reprezentacji Argentyny Bottinelli zadebiutował 18 kwietnia 2007 w zremisowanym 0:0 spotkaniu przeciwko Chile. Był także powołany na mecze eliminacyjne do Mistrzostw Świata 2010.